# پیتر برومیلو
پیتر برومیلو (به انگلیسی: Peter Bromilow) (زاده ۳ ژوئن ۱۹۴۹-درگذشته ۱۶ اکتبر ۱۹۹۴) بازیگر انگلیسی است. از فیلم‌های او می‌توان به نامادریم یک بیگانه است اشاره کرد.